# Grzegorz Otrębski
Grzegorz Otrębski (ur. 19 stycznia 1989 w Warszawie) – polski aktor teatralny i filmowy.

## Życiorys

### Edukacja
Urodził się 19 stycznia 1989 w Warszawie. Jest absolwentem Wydziału Aktorskiego Państwowej Wyższej Szkoły Filmowej, Telewizyjnej i Teatralnej im. Leona Schillera w Łodzi. Studia ukończył w 2016 roku.

### Kariera
W 2015 roku wystąpił w filmie Śpiewający obrusik, dyplomowym filmie studentów Wydziału Aktorskiego PWSFTViT w Łodzi. Obraz nagrodzono na Festiwalu Polskich Filmów Fabularnych w Gdyni, przyznając mu Złoty Pazur w konkursie „Inne Spojrzenie”. W 2016 roku aktor otrzymał główną nagrodę za rolę Władzia w przedstawieniu Ślub w reżyserii Waldemara Zawodzińskiego na Festiwalu Szkół Teatralnych w Łodzi. W tym samym roku zagrał epizodyczną rolę studenta w polskiej komedii Po prostu przyjaźń w reżyserii 	Filipa Zylbera. W 2018 reżyser Jarosław Marszewski powierzył mu rolę marszałka Józefa Piłsudskiego w serialu Telewizji Polskiej Młody Piłsudski.
Aktor występujący na deskach Teatru Wybrzeże, gdzie zagrał m.in. w: Czarownicach z Salem, Jak wam się podoba, Kordianie, Mary Page Marlowe, Śmierci białej pończochy, Święcie Winkelrida.